# Baczatskij
Baczatskij – osiedle typu miejskiego w Rosji, w obwodzie kemerowskim. W 2010 roku liczyło 14 402 mieszkańców.